# وایسپورت، پنسیلوانیا
وایسپورت، پنسیلوانیا (به انگلیسی: Weissport, Pennsylvania) یک بخش در ایالات متحده آمریکا است که در شهرستان کربن، پنسیلوانیا واقع شده‌است.

## نگارخانه

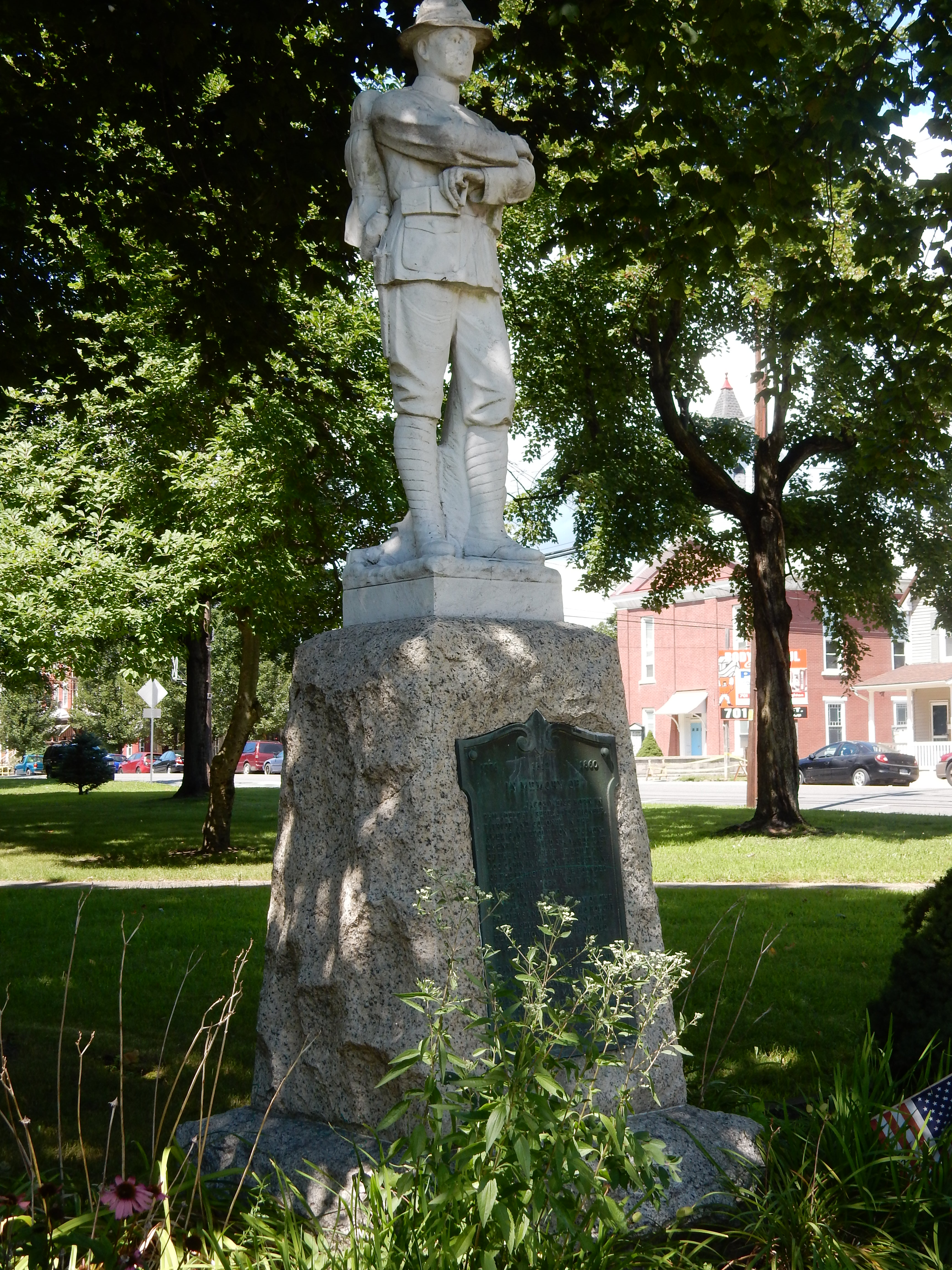
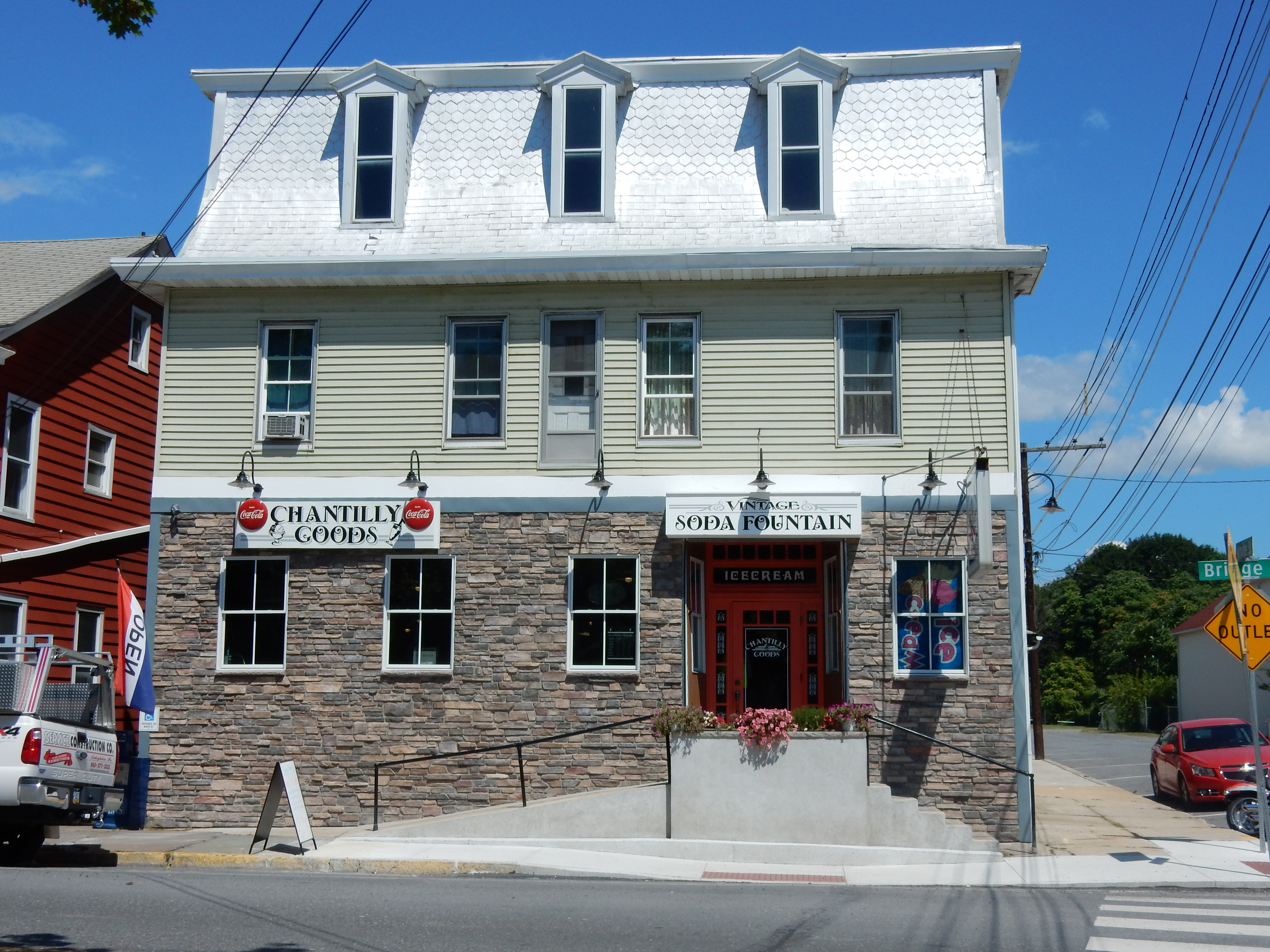
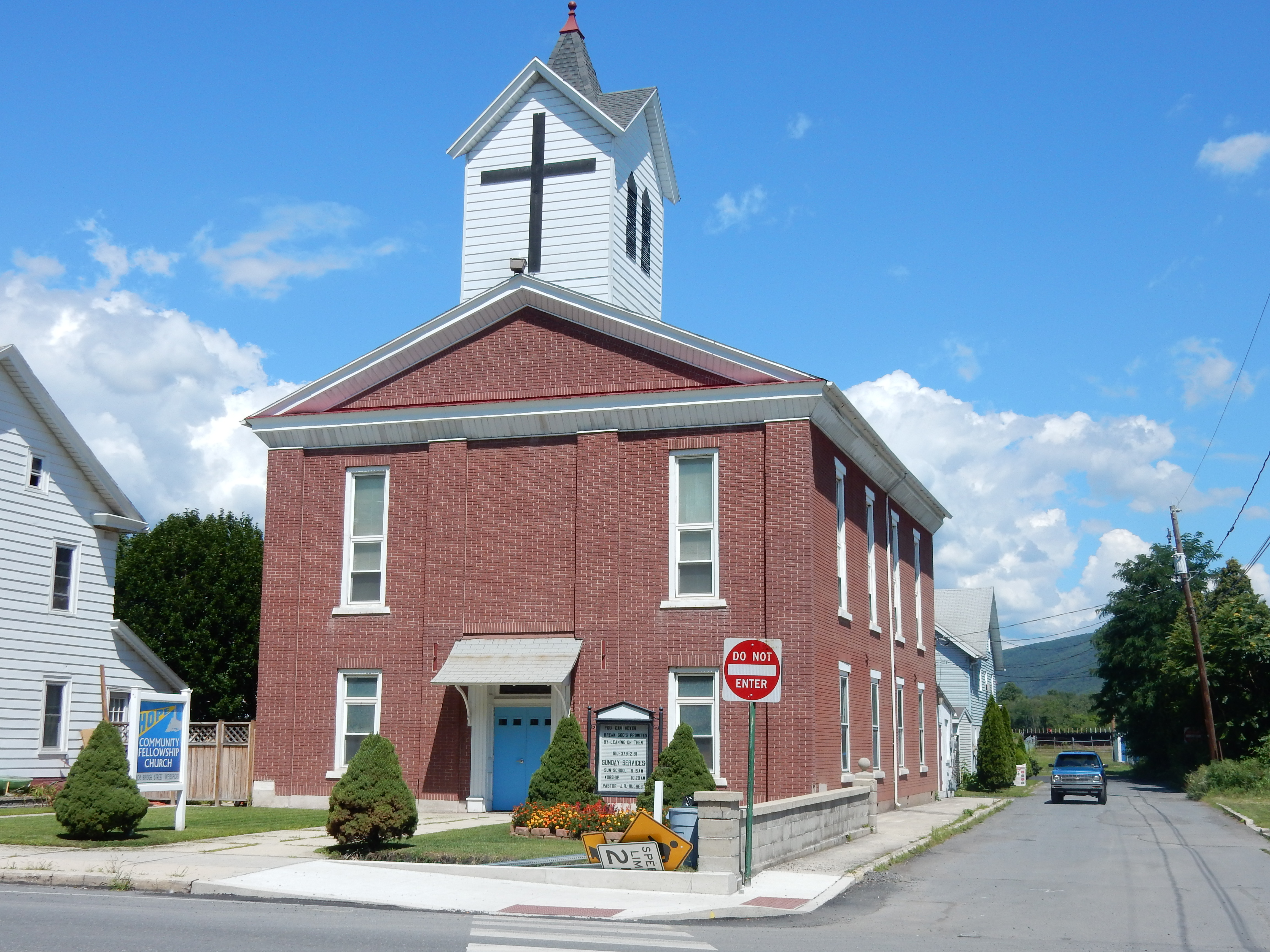
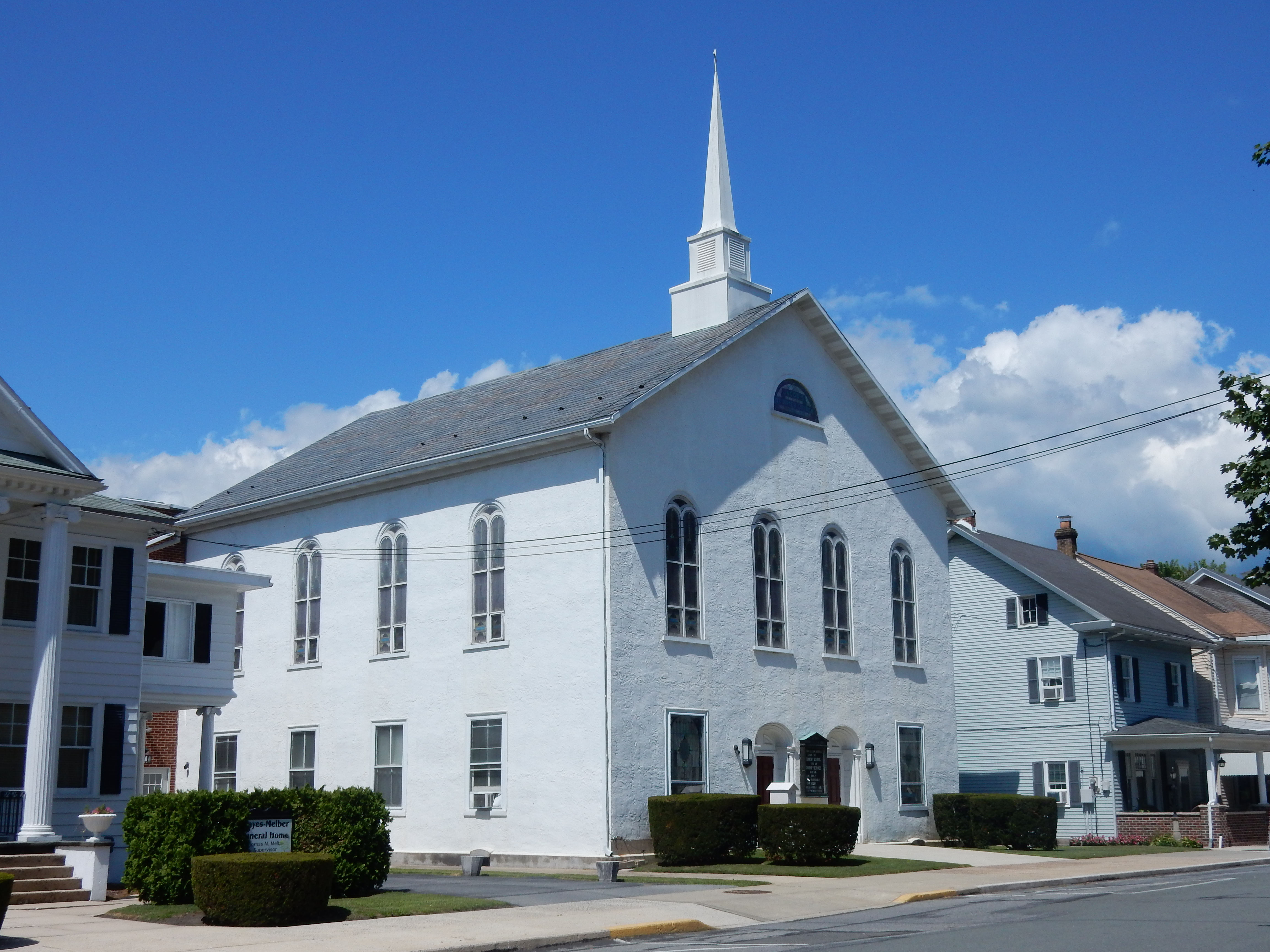

## خصوصیات
وایسپورت  ۴۳۴ نفر جمعیت دارد.